# Vännäs

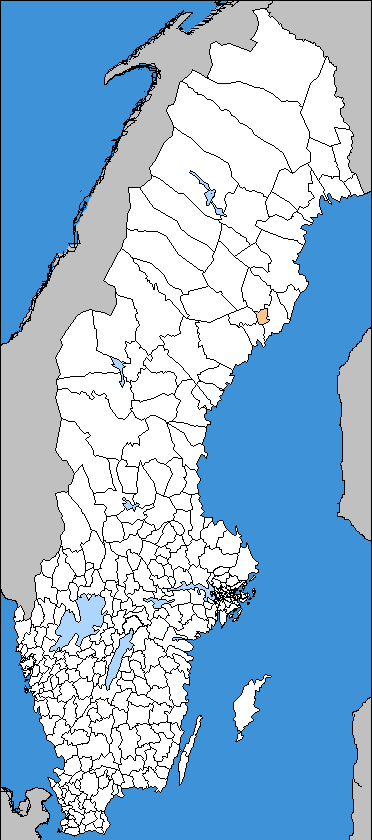
Municipio de Vännäs en Suecia.

Vännäs es un municipio de la provincia de Västerbotten, al norte de Suecia. El gobierno local se encuentra en Vännäs, con 4.100 habitantes. La segunda ciudad por tamaño es Vännäsby, con 1,500 habitantes.
El municipio cubre un área de 533.7 kilómetros cuadrados. Tiene una población total de 8532 personas, de las cuales 4273 son hombres y 4259 son mujeres. La densidad de población es de 16 habitantes por km cuadrado. 
El municipio se encuentra al oeste de Umeå, y compartiendo bordes con Vindeln, Bjurholm y Nordmaling.